# Anita Treyens
Anita Treyens est une actrice et mannequin française, représentante de la France lors du concours de Miss Univers 1956, au cours duquel elle termina en dixième position.

## Miss Bretagne 1955
Elle est élue Miss Bretagne en 1955.

## Miss France 1956
À la suite de son élection au concours Miss Bretagne l'année précédente, elle se qualifie pour le concours Miss France 1956, au cours duquel elle termine 1re dauphine.

## Concours de Miss Univers 1956
La cinquième édition du concours de Miss Univers a lieu le 20 juillet 1956, au Long Beach Municipal Auditorium, à Long Beach, Californie, États-Unis.
Anita Treyens termine dixième ; Carol Morris, Miss USA âgée de 20 ans, remporte le prix.

## Classement final
| Classement final  | Candidates |
| ----------------- | --- |
| Miss Univers 1956 | - USA - Carol Ann Laverne Morris |
| 1st runner-up     | - Allemagne - Marina Orschel |
| 2nd runner-up     | - Suède - Ingrid Goude |
| 3rd runner-up     | - Angleterre - Iris Alice Kathleen Waller |
| 4th runner-up     | - Italie - Rossana Galli |
| Top 15            | - Argentine - Ileana Carré - Belgique - Lucienne Auquier - Brésil - Maria José Cardoso - Cuba - Marcia Rodríguez - France - Anita Treyens - Grèce - Rita Gouma - Israël - Sara Tal - Mexique - Erna Marta Bauman - Pérou - Lola Sabogal Marzán - Venezuela - Blanquita Heredia Osío |

## Filmographie
Anita Treyens effectua également une courte carrière au cinéma, qui lui permit notamment de partager l'affiche avec Claude Rich en 1958.
- 1957 : Les Collégiennes de André Hunebelle : Betty.
- 1958 : Ligne de Vie de Jean Leduc, avec Claude Rich.
- 1959 : Des femmes disparaissent de Édouard Molinaro, avec Robert Hossein : Brigitte, une fille.